# Uzem
Uzem es un pueblo ubicado en el municipio de Kriva Palanka, en Macedonia del Norte.

## Superficie
Posee una superficie de 8,759 kilómetros cuadrados.

## Demografía
Hasta 2021 la población era de 193 habitantes, con una densidad de población de 22,03 habitantes por kilómetro cuadrado.